# Toxodontidae
De Toxodontidae zijn een familie van uitgestorven zoogdieren die leefden van het Oligoceen tot het Laat-Pleistoceen.

## Kenmerken
Deze familie van herbivoren had kiezen met uitzonderlijk hoge kronen, die sterk gekromd waren. Deze groeiden permanent door, omdat ze open wortels hadden. Dit was nodig omdat de kiezen onderhevig waren aan sterke slijtage door het eten van taaie pampagrassen. Het lichaam werd gedragen door vier stevige poten, waarvan elke voet drie tenen bevatte.
Van deze dieren hadden sommige een hoorn op hun snuit. Enkele waren zo groot als een bever, maar andere, zoals Toxodon, hadden de omvang van een neushoorn.

## Vondsten.
Vondsten werden gedaan in Zuid-Amerika, met name in Patagonië.

## Indeling.
Onderfamilie Haplodontheriinae, † Ameghino, 1907
- † Haplodontherium Ameghino, 1885
- † Abothrodon Paula Couto, 1944
- † Mixotoxodon van Frank, 1957
- † Ocnerotherium Pascual, 1954
- † Pachynodon Burmeister, 1891
- † Paratrigodon Cabrera & Kraglievich, 1931
- † Prototrigodon Kraglievich, 1930
- † Toxodontherium Ameghino, 1883
- † Trigodon Ameghino, 1882
- † Trigodonops Kraglievich, 1930

Onderfamilie Nesodontinae Murray, 1866
- † Nesodon Owen, 1846
- † Adinotherium Ameghino, 1887
- † Palyeidodon Roth, 1898
- † Posnanskytherium Liendo Lazarte, 1943
- † Proadinotherium Ameghino, 1894

Onderfamilie Toxodontinae
- † Toxodon Owen, 1837
- † Andinotoxodon Madden, 1997
- † Ceratoxodon Ameghino, 1907
- † Chapalmalodon Mercerat, 1917
- † Dinotoxodon Mercerat, 1895
- † Eutomodus Ameghino, 1889
- † Gyrinodon Hopwood, 1928
- † Hemixotodon Cabrera & Kraglievich, 1931
- † Hyperoxotodon Mercerat, 1895
- † Mesenodon Paula Couto, 1982
- † Minitoxodon Paula Couto, 1982
- † Neoadinotherium Bordas, 1941
- † Neotoxodon Paula Couto, 1982
- † Nesodonopsis Roth, 1898
- † Nonotherium Castellanos, 1942
- † Pericotoxodon Madden, 1997
- † Piauhytherium Guérin & Faure, 2013
- † Pisanodon Zetti, 1972
- † Plesiotoxodon Roth, 1901
- † Stenotephanos Ameghino, 1886
- † Stereotoxodon Ameghino, 1904
- † Xotodon Ameghino, 1887

Niet in een onderfamilie geplaatst
- † Alitoxodon Rovereto, 1914
- † Dilobodon Ameghino, 1882
- † Neotrigodon Spillman, 1949
- † Oriadubitherium
- † Palaeotoxodon Ameghino, 1904
- † Trigodonops Kraglievich, 1930